# HMS Express (H61)
Pour les autres navires du même nom, voir HMS Express.
Le HMS Express (pennant number H61) est un destroyer de classe E lancé pour la Royal Navy en 1934.

## Construction

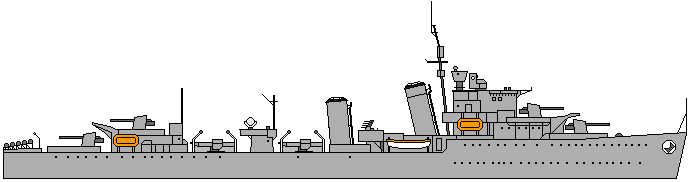
Profil d'un destroyer de la classe E.

Le Express est commandé, dans le cadre du programme naval de 1931, le 1er novembre 1932 pour le chantier naval de Swan Hunter and Wigham Richardson Ltd. de Wallsend-on-Tyne en Angleterre. La pose de la quille est effectuée le 23 mars 1933, le Express est lancé le 19 mars 1934 et mis en service le 26 septembre 1934.
Le Express est un des 9 navires de la classe E, version allongée de la classe A de 1927 et sur la classe D précédente, permettant d'améliorer leur endurance. Ses quatre canons, en affût simple, sont de 120 mm (4,7 pouces). Ils sont superposés deux à la proue et les deux autres à la poupe. Deux plateformes de tubes lance-torpilles quadruples de 533 mm sont présentes dans l'axe du navire, installées après les deux cheminées et séparées par une plateforme projecteur. Il n'est pas équipé à l'origine comme dragueur de mines.
Les destroyers des classes E et F déplacent 1 428 t en charge normale et 1 970 t en pleine charge. Ils ont une longueur totale de 100,3 mètres, une largeur de 10,1 mètres et un tirant d'eau de 3,8 mètres. Ils sont propulsés par deux turbines à vapeur à engrenages Parsons, chacune entraînant un arbre d'hélice, utilisant la vapeur fournie par trois chaudières à trois tambours Almirauty qui fonctionnent à une pression de 20,7 bar (300 psi) et à une température de 327 °C. Les turbines développent une puissance totale de 36 000 chevaux-vapeur (27 000 kW) et atteignent une vitesse maximale de 35,5 nœuds (65,7 km/h). Les destroyers transportent un maximum de 470-480 tonnes de mazout, ce qui leur donne une autonomie de 6 350 milles marins (11 760 km) à 15 nœuds (28 km/h).L'effectif du navire est de 145 officiers et matelots.
Une modernisation de temps de guerre est opérée dès 1940. À partir de mai 1940, le banc arrière des tubes de torpilles est retiré et remplacé par un canon antiaérien QF de 12 livres 20-cwt, le mât arrière et la cheminée étant coupés pour améliorer le champ de tir du canon. Quatre à huit canons Oerlikon QF de 20 mm sont ajoutés aux navires survivants, remplaçant généralement les supports de mitrailleuse de calibre .50 entre les cheminées. Au début de la guerre, le stockage des grenades sous-marines est passé à 38. En 1943, on lui enlève son canon "Y" sur le pont arrière pour permettre un stockage supplémentaire de grenades sous-marines et l'installation de deux lanceurs de grenades sous-marines supplémentaires. Le canon de 12 livres est retiré pour permettre l'installation d'un radiogoniomètre Huff-Duff sur un mât principal court et pour permettre le stockage de charges sous-marines supplémentaires. On remplace son canon "A" ou "B" par un mortier Hedgehog anti-sous-marin, et sa tour de contrôle et son télémètre au-dessus du pont sont retirés en échange d'un radar de repérage de cible Type 271. Un radar de recherche de surface à courte portée de type 286, adapté du radar ASV de la Royal Air Force, est également ajouté.

## Histoire
Mis en service le 31 octobre 1934, le Express et ses navires-jumeaux (sister ship) sont affectés à la 5e flottille de destroyers de la Home Fleet (Flotte intérieure). Il reste dans les eaux intérieures pendant les neuf mois suivants, tandis que son armement est ajusté à l'arsenal de Sheerness (Sheerness Dockyard) du 13 décembre au 5 janvier 1935. Le navire est rattaché à la Mediterranean Fleet (Flotte méditerranéenne), avec la plupart des autres membres de sa flottille, à partir de septembre 1935, pendant la Crise d'Abyssinie, et rentre à sa base en mars 1936. À son arrivée, le Express est remis en état à l'arsenal de Portsmouth (Portsmouth Dockyard) du 23 mars au 4 mai.
Le navire est ensuite affecté temporairement à Gibraltar pour les deux mois suivants, car les tensions s'intensifient avant le début de la guerre civile espagnole. Il passe ensuite le reste de l'année autour de sa base, avant de patrouiller dans les eaux espagnoles de la Méditerranée en janvier-mars 1937, en application des décrets du Comité international pour la non-intervention. Après un bref carénage, le Express effectue ensuite des essais de minage pendant deux mois et est à nouveau en carénage à Portsmouth entre le 9 août et le 2 octobre. Peu de temps après, le navire subit un incendie dans sa chaufferie avant qui endommage gravement son câblage électrique; il est réparé à Gibraltar du 24 octobre au 3 décembre.
Le Express passe la plus grande partie de l'année 1938 dans ses eaux intérieures, à l'exception d'une période dans les eaux espagnoles, où il est basé à Gibraltar. Pendant son séjour à Portsmouth, le navire est exploité en tant que mouilleur de mines du 15 août au 4 octobre, avant d'y entreprendre un carénage le 21 novembre qui a duré jusqu'au 16 janvier 1939. Une fois le chantier terminé, le Express retourne à Gibraltar pendant plusieurs mois. Après son retour au Royaume-Uni, le navire escorte le président français, Albert François Lebrun, à travers la Manche le 21 mars, en route pour sa visite d'État au Royaume-Uni. Il devait être converti en un navire d'entraînement anti-aérien pour les cadets en juin, mais le manque de personnel d'équipage a mis à mal cette idée. Le Express est présent à la Revue de la flotte de réserve le 5 août.

### Seconde Guerre mondiale
Peu après le déclenchement de la guerre en septembre, le Express rejoint son navire-jumeau Esk à Immingham sur la mer du Nord le 8 septembre, opérant sous le contrôle direct du commandant en chef de la Home Fleet sous les ordres de l'amiral Sir Charles Forbes. Les deux destroyers effectuent leur première sortie de déminage dans la baie d'Heligoland dans la nuit du 9 au 10 septembre et l'ont refaite une semaine plus tard sans être détectés. Ils retournent ensuite à leurs tâches habituelles pendant les mois suivants, avant de commencer à poser des champs de mines défensifs au large des côtes anglaises en novembre. Le 12 décembre, l'Amirauté formé la 20e flottille de destroyers avec le Express comme chef de flottille; les autres navires affectés étant le Esk et les destroyers nouvellement convertis, le HMS Intrepid et le Ivanhoe. Les quatre destroyers posent 240 mines au large de l'embouchure d u fleuve allemand Ems dans la nuit du 17 au 18 décembre et les deux navires-jumeaux commencent ensuite un carénage à Portsmouth.
Le Express et le Esk commencent à poser des champs de mines plus défensifs en février 1940, souvent avec les grands mouilleurs de mines auxiliaires Princess Victoria et Teviot Bank. Dans la nuit du 2 au 3 mars, les navires-jumeaux se font rejoindre par les destroyers nouvellement convertis HMS Icarus et HMS Impulsive pour poser des mines près de Horns Rev, dans la baie de Heligoland, qui coulera le sous-marin U-Boot allemand U-44 en mars, puis les sous-marins U-50, U-1 et U-25. Après avoir repris la pose de mines défensives plus tard dans le mois, le Express est endommagé lors d'une collision avec le chalutier de pêche Manx Admiral au large de Kinnaird Head le 23 mars et est en réparation jusqu'au 24 avril.
Dans la nuit du 9 au 10 mai, le Express, le Esk et le Intrepid posent un autre champ de mines dans la baie d'Heligoland et sont détournés de leur voyage de retour pour escorter le Princess Victoria alors qu'il minait les eaux néerlandaises au large d'Egmond la nuit suivante après l'invasion des Pays-Bas par les Allemands le 10 mai. C'est le début d'une série intensive de sorties de dragage de mines dans les eaux néerlandaises pendant le reste du mois qui verra trois dragueurs de mines allemands couler le 26 juillet.
Le Express se joint à l'évacuation des troupes alliées et de la British Expeditionary Force (BEF) de Dunkerque le 29 mai pendant l'opération Dynamo.
Le Express remorque le destroyer Jaguar hors d'état de nuire dans le port de Dunkerque et transfère à bord un grand nombre de ses évacués avant de pouvoir réparer ses moteurs plus tard dans la journée. Le lendemain, le Rear-Admiral (contre-amiral) Frederic Wake-Walker, commandant les navires participant à l'évacuation, a brièvement hissé son pavillon à bord du navire. Le 31 mai, le navire est légèrement endommagé par des éclats de bombe, mais il continue à transporter les soldats vers l'Angleterre. Le navire et le destroyer Shikari ont été les derniers navires à quitter Dunkerque avec les troupes le 4 juin, lorsque l'évacuation a pris fin. Le navire a transporté 3 419 soldats au cours de l'opération.

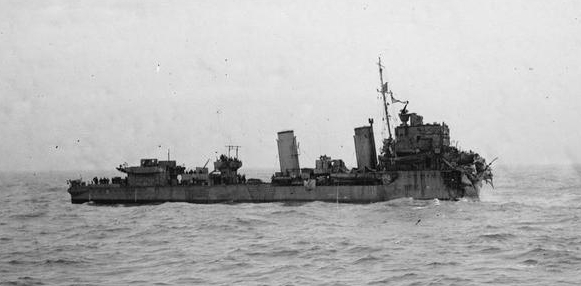
Le Express avec sa proue arrachée par une mine, 1 septembre 1940

Le 15 juin, les navires de la 20e flottille reprennent les opérations de pose de mines, bien que la plupart d'entre elles soient de nature défensive]. Dans la soirée du 31 août 1940, le Express, le Esk, le Icarus, le Intrepid, et le Ivanhoe quittent Immingham pour poser un champ de mines offensif au large de Texel, avec la couverture fournie par trois destroyers de la 5e flottille de destroyers. À 23h07, il apparaît clairement que les navires de la 20e flottille ont pénétré dans un champ de mines allemand lorsque le Express frappe une mine au niveau du canon "B", perdant toute sa proue jusqu'au pont. La détonation tue 4 officiers et 54 matelots; un officier et 7 hommes d'équipage seront secourus par les Allemands par la suite. Le Esk et le Ivanhoe, les navires les plus proches du Express, lui portent secours, tandis que les deux autres destroyers virent à tribord et font demi-tour pour sortir du champ de mines, conformément aux ordres permanents. Cinq minutes après la détonation de la première mine, l'avant du Esk heurte une mine et s'arrête. Cinq minutes plus tard, le Ivanhoe subit le même sort en heurtant une autre mine qui endommage gravement son avant. Vers 23h20, le Esk percute une autre mine au milieu du navire qui fait exploser son magasin de munitions. À 01h40, le Express réussit à remonter la vapeur et fait marche arrière pour minimiser la pression de l'eau sur ses cloisons de rive.
L'Amirauté dépêche neuf vedettes-torpilleurs (Motor Torpedo Boat ou MTB) pour porter assistance à le Express et le Ivanhoe une fois qu'elle est informée de l'incident par le Intrepid et ordonné que les destroyers de la 5e flottille de destroyers ne pénètrent pas dans le champ de mines. Le capitaine Louis Mountbatten du 5e flottille de destroyers obtempère jusqu'à ce qu'il reçoit le rapport d'un bombardier Lockheed Hudson de la Royal Air Force qui repère les deux destroyers endommagés vers 7 heures, à environ 25 milles marins (40 kilomètres) à l'Est de sa position. Les MTB atteignent les navires en premier, vers 08h00, et évacuent tout l'équipage du Express. Les destroyers de Mountbatten repèrent le Express vers 8h40, et le destroyer Kelvin le prend en remorque, la poupe en premier, vingt minutes plus tard. Le câble de remorquage, cependant, endommage l'une des hélices du Kelvin et doit être coupé. Le destroyer Jupiter prend alors le relais du remorquage. La menace d'une attaque aérienne à 19h45 force le Jupiter à faire glisser son câble de remorquage et à laisser un des remorqueurs présents prendre la relève. Le 2 septembre 1940, le Express arrive finalement à Hull à 17h30 et le navire est en réparation à l'arsenal de Chatham (Chatham Dockyard) jusqu'au 4 octobre 1941.

#### Vers l'Extrême-Orient
Le Express reçoit l'ordre d'escorter le cuirassé Prince of Wales jusqu'en Extrême-Orient avec son navire-jumeau Electra, où les navires forment le noyau d'une nouvelle Eastern Fleet (flotte orientale) destinée à dissuader l'agression japonaise. Le trio part de Greenock le 25 octobre et arrive à Colombo sur l'île de Ceylan, le 28 novembre. Le lendemain, les destroyers Encounter et Jupiter les rejoignent depuis la Mediterranean Fleet (Flotte méditerranéenne), tout comme le croiseur de combat Repulse . La Force a ensuite mis le cap sur Singapour, où elle arrive le 2 décembre.

#### Force Z
Après avoir reçu les rapports sur l'attaque de Pearl Harbor et le débarquement en Malaisie par les Japonais, la Force Z prend la mer en fin d'après-midi du 8 décembre pour tenter d'intercepter les convois d'invasion. Elle est composée de Prince of Wales et de Repulse, escortés par quatre destroyers, Electra, Express, Tenedos, et l'australien Vampire. Les navires sont repérés dans l'après-midi du 9 décembre par le sous-marin japonais I-65, et les hydravions de plusieurs croiseurs japonais repèrent les navires britanniques plus tard dans l'après-midi et les suivent jusqu'à la nuit. L'amiral Sir Tom Phillips décide d'annuler l'opération car les Japonais sont désormais alertés. La Force Z fait demi-tour dans la soirée, après avoir tenté de tromper les Japonais en leur faisant croire qu'ils se dirigent vers Singora. Le 10 décembre à 00h50, l'amiral Philips reçoit un signal de débarquement ennemi à Kuantan et modifie en conséquence sa trajectoire pour arriver peu après l'aube.
L'équipage du sous-marin japonais I-58 repère la Force Z à 2h20, signale sa position et tire cinq torpilles, qui ont toutes manquées. Sur la base de ce rapport, les Japonais lancent 11 avions de reconnaissance avant l'aube pour localiser la Force Z. Quelques heures plus tard, 86 bombardiers de la 22e flottille aérienne basée à Saigon sont lancés, transportant des bombes ou des torpilles. Une fois que les navires britanniques atteignent Kuantan vers 7h50, le Express est envoyé pour inspecter sur zone, mais il n'y a rien à trouver. L'équipage d'un bombardier de reconnaissance Mitsubishi G3M "Nell" repère les britanniques à 10h15 et transmet plusieurs rapports par radio; les premiers bombardiers arrivent moins d'une heure plus tard. Ils ignorent les destroyers et coule le Prince of Wales et le Repulse à 13h20. Le Electra et le Vampire interviennent pour sauver les survivants du Repulse, tandis que le Express sauve les survivants du Prince of Wales. Au total, les trois destroyers ont sauvé plus de 2 081 survivants.
Ensuite, le Express escorte les mouilleurs de mines Teviot Bank, Kung Wo et le néerlandais Willem van der Zaan alors qu'ils posent un champ de mines défensif autour de Singapour. Le 24 décembre, il pose seul 18 mines pour bloquer l'accès des Japonais au port de Penang. Le navire escorte également des convois à destination et en provenance de Singapour et des Indes orientales néerlandaises. Le 20 janvier 1942, le Express est transféré à la marine chinoise, qui contrôle tous les convois dans la zone de l'ABDACOM. Malgré un incendie dans la chaufferie le 6 février qui endommage certains de ses câbles électriques et de ses réservoirs de carburant, le navire reste en service d'escorte jusqu'à son arrivée à Simonstown, en Afrique du Sud, le 25 avril, pour commencer des réparations qui durent jusqu'au 26 juin.
Le Express est affecté au 12e flottille de destroyers de la Eastern Fleet (flotte orientale) dans l'océan Indien après que ses réparations soient achevées. Il escorte le porte-avions Illustrious le 10 septembre alors que ses avions soutiennent les débarquements à Majunga destinés à faciliter l'occupation complète de Madagascar, puis retourne au Royaume-Uni en février 1943 pour être transformée en destroyer d'escorte.

#### Service canadien
La conversion s'achève le 2 juin; le lendemain, le Express est prêté à la Marine royale canadienne et mis en service sous le nom de HMCS Gatineau. Le 15 juin, le navire est remis au Canada où il est affecté au Groupe d'escorte C3 et affecté à la Force d'escorte en milieu océanique pour des tâches de convoyage dans l'Atlantique Nord. Tout en protégeant le convoi HX 280, il contribue à couler le sous-marin allemand U-744 le 6 mars 1944. Deux mois plus tard, le Gatineau est transféré au 11e groupe d'escorte, basé à Derry, pour préparer l'invasion de la France dans le cadre de l'opération Overlord en patrouillant dans les eaux britanniques. Il s'embarque à Halifax en juillet pour entamer un long carénage qui dure du 3 août au 16 février 1945. Le navire passe le mois de mars à travailler à la Anti-Submarine Training School (école de formation anti-sous-marine ou HMS Western Isles) de Tobermory avant de commencer les patrouilles anti-sous-marines dans les eaux britanniques jusqu'à la fin de la guerre en mai.

### Après-guerre
Le Gatineau rentre au Canada en juin et est réaménagé à Halifax du 11 au 19 juillet avant d'être transféré sur la côte Ouest. Le navire est mis en réserve (Esquimalt Royal Navy Dockyard) à Esquimalt le 10 janvier 1946 et rayé de la liste de la marine le 1er avril 1947.
Le Gatineau est ensuite vendu à la société Capital Iron & Steel Metals de Victoria, en Colombie-Britannique. Sa coque est utilisée pour former un brise-lames à Royston, en Colombie-Britannique à la position géographique de 49° 39′ N, 124° 56′ O (coordonnées précises: 49°39′14.26″N 124°56′53.74″O) en 1948. Elle est restée visible pendant de nombreuses années, mais il ne reste plus grand-chose de sa coque en 2004.

### Honneurs de bataille
- DUNKIRK 1940

### Participation auxconvois
Le Express a navigué avec les convois suivants au cours de sa carrière:
1. Convoi BC 7R
2. Convoi BC 8/1
3. Convoi BC 10F
4. Convoi BC 10FR
5. Convoi BC 11R
6. Convoi BC 12/1
7. Convoi BC 12R
8. Convoi BC 13/1
9. Convoi BC 14/1
10. Convoi BC 13/1
11. Convoi BM 9B
12. Convoi BM 11
13. Convoi WS 25F

En tant que Gatineau sous les couleurs du Royal Canadian Navy:
1. Convoi HX 248
2. Convoi HX 265
3. Convoi HX 271
4. Convoi HX 279
5. Convoi HX 280
6. Convoi HX 287
7. Convoi ON 191
8. Convoi ON 196
9. Convoi ON 202
10. Convoi ON 220
11. Convoi ON 221
12. Convoi ON 222
13. Convoi ON 224
14. Convoi ON 230
15. Convoi ON 245
16. Convoi ONS 21
17. Convoi ONS 27
18. Convoi ONS 29
19. Convoi SC 140

### Commandement
- Commander (Cdr.) Jack Grant Bickford (RN) du 25 août 1939 au 1er septembre 1940
- Lieutenant Commander (Lt.Cdr.) David Hugh Maitland-Makgill-Crichton (RN) du 1er septembre 1940 à fin 1940
- Lieutenant Commander (Lt.Cdr.) Francis Jack Cartwright (RN) du 22 juillet 1941 au 3 juin 1943
- Commander (Cdr.) Philip Whitworth Burnett (RN) du 1er mai 1943 au 10 novembre 1943
- Lieutenant (Lt.) Ernest Meurice Chadwick (RCN) du 10 novembre 1943 au 22 novembre 1943
- A/Lieutenant Commander (A/Lt.Cdr.) Harold Victor William Groos (RCN) du 22 novembre 1943 au 10 septembre 1944
- A/Lieutenant Commander (A/Lt.Cdr.) Ralph Lucien Hennessy (RCN) du 11 septembre 1944 au 29 septembre 1944
- Lieutenant (Lt.) James Allison Bryant (RCNVR) du 30 septembre 1944 au 9 novembre 1944
- A/Lieutenant Commander (A/Lt.Cdr.) Geoffrey Huntley Davidson (RCN) du 10 novembre 1944 au 14 juillet 1945
- A/Lieutenant Commander (A/Lt.Cdr.) Patrick David Budge (RCN) du 15 juillet 1945 au 26 novembre 1945